# Horbach (Zenn)
Der Horbach ist ein 21⁄4 km langer Bach der Nördlichen Frankenhöhe in der Teilgemarkung Buch der Gemeinde Trautskirchen im bayerischen Landkreis Neustadt an der Aisch-Bad Windsheim. Nach durchweg nordöstlichem Lauf  mündet er etwas abwärts des Dorfes Buch von rechts in die obere Zenn.

## Name
Aug gröberem Maßstab der amtlichen topographischen Karte ist der Bach blau als Hörbach, auf feinerem jedoch als Horbach beschriftet. Auf dem Layer Historische Karte wird das Tal Horbachsgrund genannt, auf dem Layer Zeitreise auch in jüngerer Zeit Horbachgrund. Insgesamt spricht dies wohl dafür, dass der richtige Name des Baches Horbach ist.

## Geographie

### Verlauf
Der Horbach entsteht am oberen Ende des Horbachsgrundes am Waldhangfuß der kleinen Hochebene um das Dorf Wimmelbach von Markt Obernzenn. Der Bachursprung liegt etwa 0,6 km nördlich der Ortsmitte von Wimmelbach auf etwa 411 m ü. NHN schon auf der Gemarkung von Buch.
Der Horbach fließt durchweg nordostwärts durch den Horbachsgrund, auf dem Oberlauf oft an der unteren Waldgrenze des rechts begleitenden Bergsprons, während der links gegenüberliegende, im Galgenberg auslaufende meist bis auf die Hochebene waldfrei ist. Auf einem Oberlaufabschnitt ist der in sehr geraden Stücken fließende Bach auch unter einem Feld verdolt.
Am Übertritt in die Flussaue unterquert der Horbach die St 2413 und fließt dann weniger als hundert Meter weiter auf etwa 337 m ü. NHN in die obere Zenn ein, weniger als 300 Meter unterhalb der Flussbrücke im Dorf Buch.
Der Horbach mündet nach etwa 2,2 km langem Lauf mit mittlerem Sohlgefälle von rund 33 ‰ etwa 74 Höhenmeter unterhalb seines Ursprungs. Er hat nur einen Zufluss am Mittellauf, wo ein etwa 0,4 km langer, nur zeitweilig wasserführender Entwässerungsgraben von links vom Galgenberg herab zuläuft. 

### Einzugsgebiet
Das Einzugsgebiet des Horbachs ist etwa 1,6 km² groß und liegt naturräumlich überwiegend im Oberes Zenntal genannten Teil des Unterraums Nördliche Frankenhöhe der Frankenhöhe. Allein der kleine Hochebenenanteil bei Wilmersdorf gehört zum Nördlichen Ansbacher Hügellands im Unterraum Ansbacher Hügelland des Mittelfränkischen Beckens. Dort ist etwa auch mit bis etwa 453 m ü. NHN am höchsten.
Die anstehenden triassischen Gesteine gehören alle dem Mittelkeuper an, vom Blasensandstein der Hassberge-Formation auf der Hochebene über die Lehrbergschichten der Steigerwald-Formation am oberen und den Schilfsandstein der Stuttgart-Formation an unteren Talhang bis zum Gipskeuper der Grabfeld-Formation schon früh in der Talmulde. Der Bach selbst läuft in einem Schlauch aus quartärem Schwemmland.
Rechtsseits des Bachlaufs gibt es viel geschlossenen Wald, teils jenseits eines schmalen Wiesenstreifens in der rechten Aue, während linksseits auf dem Galgenberg und auf der Hochebene im Südwesten vor allem Äcker liegen. Zum Obernzenner Gebietsanteil gehört außer der Hochebene auch ein großer Teil des Galgenbergsporns, der übrige, etwa gleich große Anteil mitsamt dem Lauf liegt in der Bucher Teilgemarkung von Trautskirchen. Besiedlung gibt es keine, jedoch zwei landwirtschaftliche Gebäude.
Reihum grenzen die Einzugsgebiete der folgenden Nachbargewässer an:
- Im Osten läuft ein ähnlich langer Bach zur Zenn unterhalb von Fröschendorf;
- im Südosten der Hocheben liegt das Quellgebiet des Taubenlohebachs, der noch tiefer in die Zenn mündet;
- im Südwesten und Westen zieht deren nächsthöherer Zufluss Wimmelbach zur Zenn.

### BayernAtlas („BA“)
Amtliche Online-Gewässerkarte mit passendem Ausschnitt und den hier benutzten Layern: Lauf und Einzugsgebiet des Horbachs

Allgemeiner Einstieg ohne Voreinstellungen und Layer: BayernAtlas der Bayerischen Staatsregierung (Hinweise)
1. 1 2  Höhe abgefragt auf dem Hintergrundlayer Amtliche Karte (Rechtsklick).
2. 1 2  Länge abgemessen auf dem Hintergrundlayer Amtliche Karte.
3. ↑  Einzugsgebiet abgemessen auf dem Hintergrundlayer Amtliche Karte.
4. ↑  Zum Namen Horbach oder Hörbach siehe die Layer Amtliche Karte, Historische Karte und Zeitreise
5. ↑  Höhe nach schwarzer Beschriftung auf dem Hintergrundlayer Amtliche Karte.
6. ↑  Geologie nach dem Layer Geologischen Karte 1:500.000.

### Sonstige
1. ↑  Franz Tichy: Geographische Landesaufnahme: Die naturräumlichen Einheiten auf Blatt 163 Nürnberg. Bundesanstalt für Landeskunde, Bad Godesberg 1973. → Online-Karte (PDF; 4,0 MB)